# Hermann Pflug

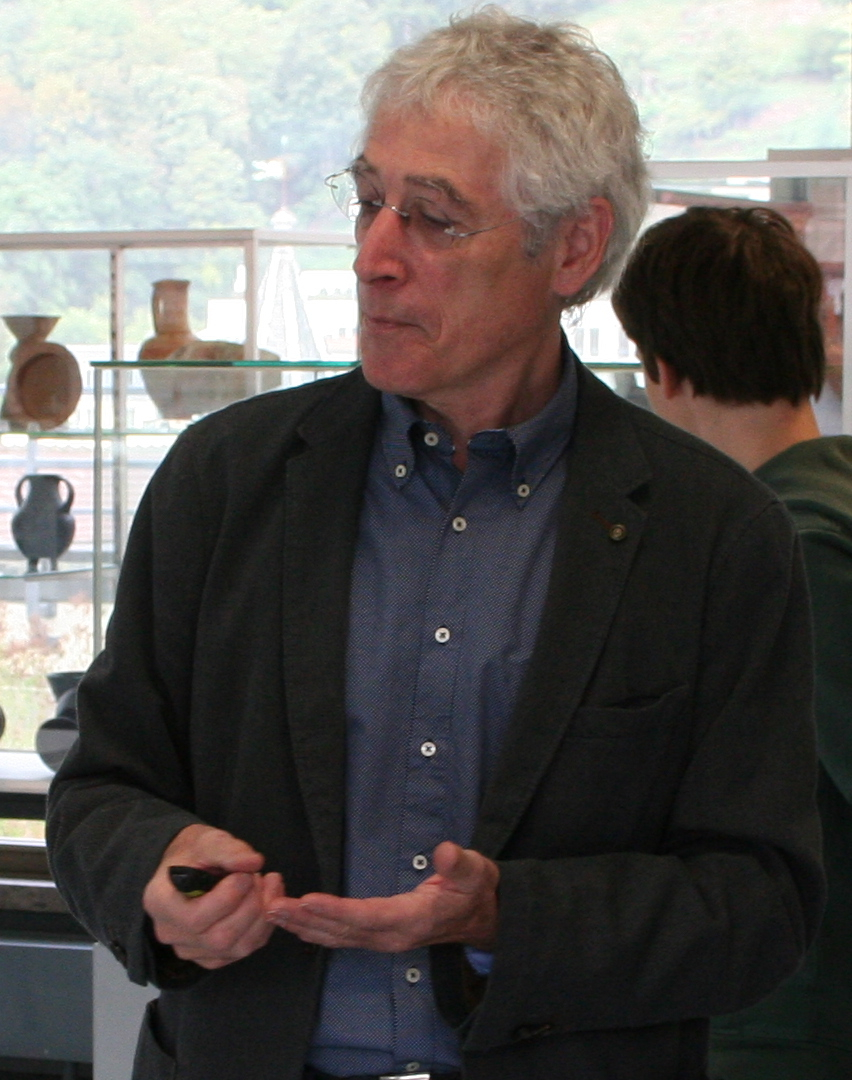
Hermann Pflug (2016)

Hermann Pflug (* 1951 in Blitzenreute) ist ein deutscher Klassischer Archäologe.
Hermann Pflug studierte von 1972 bis 1981 Klassische Archäologie, Vor- und Frühgeschichte, Alte Geschichte sowie Provinzialrömische Archäologie an den Universitäten Tübingen, Würzburg und München, ab 1976 als Stipendiat der Studienstiftung des deutschen Volkes. 1981 schloss er sein Studium mit einer Dissertation zum Thema Römische Grabstelen mit Porträts in Oberitalien ab. 1982/83 konnte Pflug als Reisestipendiat des Deutschen Archäologischen Instituts den Mittelmeerraum bereisen. Nach seiner Rückkehr arbeitete er kurz für die Kommission für Alte Geschichte und Epigraphik in München, nahm danach einen Lehrauftrag an der Universität Eichstätt wahr und war Studien-Reiseleiter in Italien. 1985 wurde er Volontär an der West-Berliner Antikensammlung. Das Deutsche Archäologische Institut stellte ihn 1987 für die Ausstellung „Antike Helme“, die im Rahmen des 13. Internationalen Kongresses für Klassische Archäologie 1988 in Berlin gezeigt wurde, als wissenschaftlichen Mitarbeiter ein. 1989 wurde Pflug wissenschaftlicher Assistent an der Universität München. Von 1993 bis zu seiner Pensionierung 2017 war er Konservator der Archäologischen Sammlungen – des Antikenmuseums und der Abguss-Sammlung des Instituts für Klassische Archäologie – an der Universität Heidelberg im Range eines Akademischen Rats, später eines Akademischen Direktors. Im Februar 2018 wurde Polly Lohmann seine Nachfolgerin.
Als Konservator ist Pflug neben der Betreuung der archäologischen Sammlungen auch für die Öffentlichkeitsarbeit und für die Betreuung der „Kataloge der Sammlung antiker Kleinkunst des Archäologischen Instituts der Universität Heidelberg“ zuständig, die von der Heidelberger Akademie der Wissenschaften getragen und von ihm gemeinsam mit Tonio Hölscher herausgegeben werden. Pflug beschäftigt sich bei seinen Forschungen vorrangig mit der Ikonographie und der Ikonologie in der griechischen Vasenmalerei, der römischen Sepulkralplastik sowie antiken Waffen.

## Schriften (Auswahl)
- Antike Helme. Sammlung Lipperheide und andere Bestände des Antikenmuseums Berlin (= Monographien des Römisch-Germanischen Zentralmuseums Mainz, Band 14). Römisch-Germanisches Zentralmuseum, Mainz 1988, ISBN 3-88467-019-0.
- Antike Helme. Eine Ausstellung aus Anlass des XIII. Internationalen Kongresses für Klassische Archäologie in Berlin [27.7.-30.10.1988]. Römisch-Germanisches Zentralmuseum, Mainz 1988, ISBN 3-88467-020-4
- Römische Porträtstelen in Oberitalien. Untersuchungen zur Chronologie, Typologie und Ikonographie. von Zabern, Mainz 1989, ISBN 3-8053-0988-0.
- Antike Helme. [Landschaftsverband Rheinland, Rheinisches Landesmuseum Bonn, Ausstellung vom 7.9. bis 5.11.1989]. Rheinland-Verlag/Habelt, Köln/Bonn 1989, ISBN 3-7927-1112-5.
- Schutz und Zier. Helme aus dem Antikenmuseum Berlin und Waffen anderer Sammlungen. Antikenmuseum Basel und Sammlung Ludwig, Basel 1989, ISBN 3-905057-04-2.